# Dämpning

Impulsrespons av en dämpad harmonisk oscillator

Dämpning, inbromsning av en rörelse, i synnerhet en vibration. Om en oscillator inte är tillräckligt dämpad, kan resonanser uppstå med störande eller katastrofalt stora amplituder.

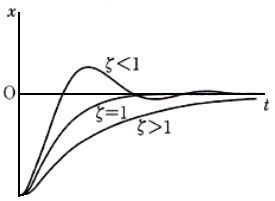
Amplitud som funktion av tid vid överdämpning (ζ>1), kritisk dämpning (ζ=1) och underdämpning (ζ<1)